# Nancy Álvarez
Nancy Judith Álvarez (Buenos Aires, 3 juni 1976) is een Argentijns triatlete uit San Justo.
Ze doet triatlons sinds 1996.
Alvarez deed in 2004 mee aan de eerste triatlon op de Olympische Zomerspelen van Sydney. Ze behaalde een 43e plaats in een tijd van 2:21.38,66.

## Titels
- Argentijns kampioen triatlon - 2001, 2003, 2004

## Belangrijke prestaties

### triatlon
- 2000: 8e ITU wereldbekerwedstrijd in Cancún
- 2001: 41e WK olympische afstand in Edmonton
- 2001: 4e triatlon van Cancún
- 2002: 9e triatlon van Rio de Janeiro
- 2004: 49e WK olympische afstand in Madeira
- 2004: 43e Olympische Spelen in Athene
- 2004: Triatlon van Lapaz